# David Levy Yulee

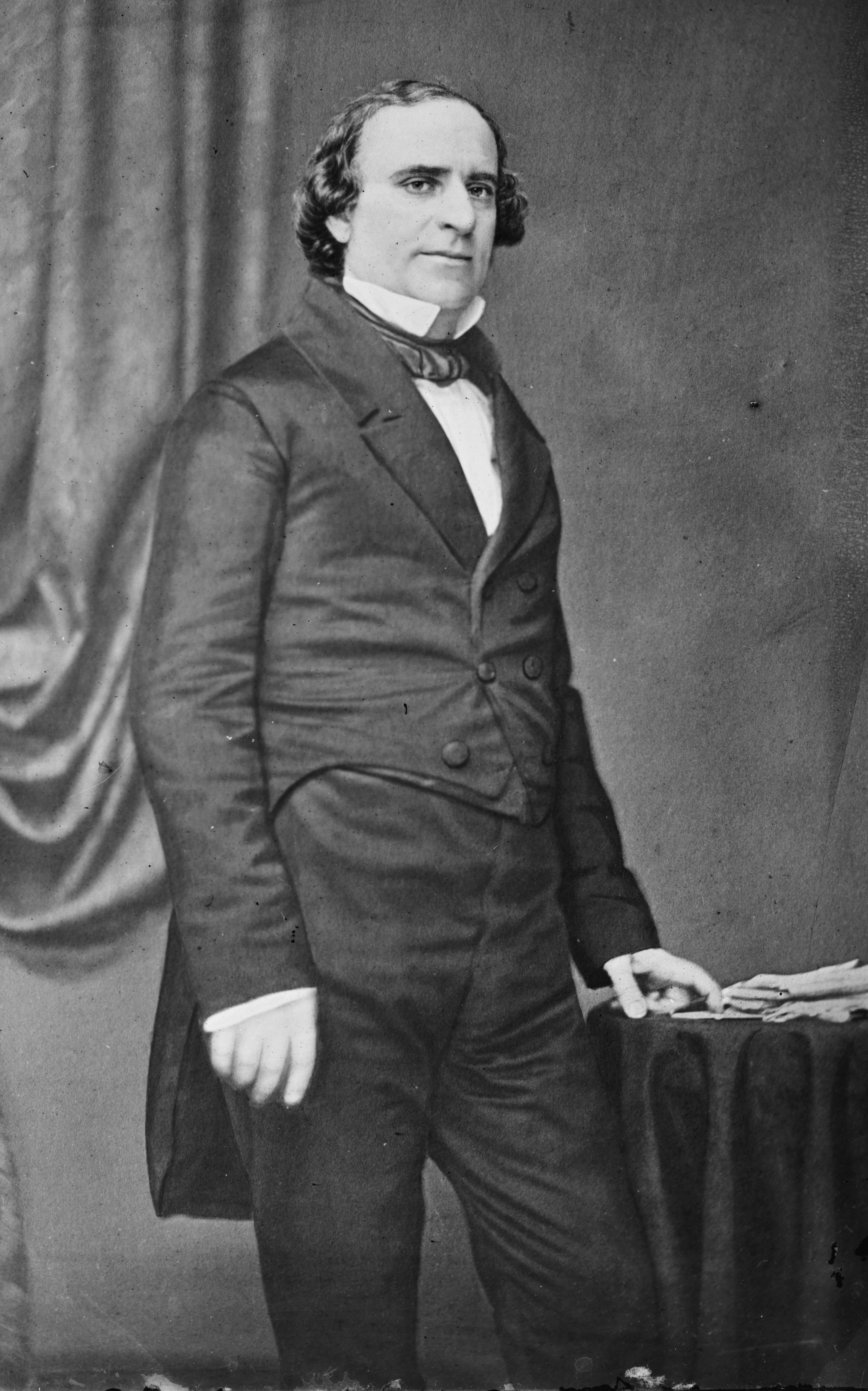
David Levy Yulee

David Levy Yulee, född 12 juni 1810 i Charlotte Amalie, Danska västindien, död 10 oktober 1886 i New York, var en amerikansk demokratisk politiker. Han var senator för Florida 1845-1851 och 1855-1861.
Han föddes som David Levy på ön Saint Thomas som tillhörde Danmark. Han kom 9 år gammal till USA för att gå i privatskola i Norfolk, Virginia. Han studerade juridik i St. Augustine, Florida. När Florida 1845 blev delstat, valdes han och James Westcott till den nya delstatens två första ledamöter av USA:s senat. Han ändrade 1846 sitt namn officiellt till David Levy Yulee (han tog namnet Yulee efter sin morfar).
Han var den första federala senatorn som hade utövat judendom. Han gifte sig med Nannie Wickliffe, dotter till den tidigare guvernören i Kentucky Charles A. Wickliffe.
När han inte blev omvald till senaten, koncentrerade han sig på sina planer att bygga en järnväg genom Florida. Det första tåget kom till Cedar Key 1 mars 1861. Yulee återkom 1855 till senaten och avgick 21 januari 1861 i samband med Floridas utträde ur USA, när Florida skulle bli delstat i Amerikas konfedererade stater.
Staden Yulee och Levy County har fått sina namn efter David Levy Yulee.